# 山部 (品部)
 山部（やまべ） または 山守部（やまもりべ） は、朝廷直轄の山林の管理や産物を貢納する職業部（品部）。およびそれを管掌する氏族。

## 概要
自営農民でありながら、時と場合に応じて、栗・竹・かつらなど、山林の所出物を貢献した。全国的に設置され、宮城十二門の門号にも陽明門として名を残す軍事的な部の民である。
地方では「山部首」、あるいは「山部直」・「山部公」により統轄され、中央の伴造は「山部連」が担当した。山部連は、天武天皇13年（684年）に八色の姓が制定されたことにより、宿禰の姓を得ている。
『古事記』によると、「此の御世に海部・山部・山守部・伊勢部を定め賜ひき」とある。本居宣長の『古事記伝』はこの「山部」と「山守部」と同一のもので、併記は誤りである、と述べている。
『日本書紀』巻第十にも、「諸国に令して、海人及び山守部を定む」とある

## 考証
この山部一族は、法隆寺に献納された「命過幡」（めいかばん）との関連性が問われている。
「幡」（ばん）とは、仏の威徳を荘厳（しょうごん、かざりたてること）するための寺院内外に飾られる旗であり、「命過幡」とは臨終に際して浄土へ往生することを願って行われる命過幡燈法（めいかばんとうほう）のための供養の幡である。そこには、施入の年月日や姓入者、供養される人の名が記載されている。
法隆寺の命過幡は20例ほど知られており、そのうちの4例に山部氏が携わっている。
平城宮木簡の和銅5年5月10日（713年）にも、「山部宿禰東人（やまべ の すくね あずまんど）」の名が見える。これは大和の各郡から9人を集めるために用いられたものである。
天平19年（747年）に作成された『法隆寺伽藍縁起并流記資財帳（ほうりゅうじがらんえんぎならびにるきしざいちょう）』によると、山林丘嶋（おかしま）の記載があり、寺院の所領として大倭・河内・摂津・播磨の26か所があげられている。大倭国では、平群郡屋部郷・坂戸郷、添下郡（そうのしもぐん）菅原郷の3か所が見え、そのうち「屋部」は「夜麻郷（夜摩郷、やまごう）」と『和名類聚抄』には記述されている。
『日本霊異記』上巻には、聖徳太子が病気でなくなった乞食を、岡本村の法林寺の東北のすみにあたる「守部山」に葬り「入木墓」（いりきのはか）と名づけた、という物語が載せられている。守部山の位置は未詳であるが、「山守部」＝「山部」のことと類推される。仁賢天皇と顕宗天皇は、この説話に現れる片岡山（傍丘磐杯陵、かたおかのいわつきのみささぎ）に葬られており、現在の香芝市あたりに比定されている。

その他、『播磨国風土記』や藤原宮跡・平城宮跡から出土された木簡によると、宍粟郡（しさわぐん）の「山部」の存在が確認でき、 天平6年11月（734年）書写の石山寺所蔵の知識経からは、播磨国 賀茂郡の「山直（やまのあたい）上麻呂」・「山直乙知女」・「山直恵徳」の名が記載されている。 正倉院文書にも山直一族が多加郡賀美（かみ）郷に住んでいたことが分かり、しばしば現れる写経生「山部宿禰針間麻呂（播磨麻呂、はりままろ）」の名前も示唆的である。さらに、上述の『法隆寺伽藍縁起并流記資財帳』によると、法隆寺は播磨国揖保郡・印南郡（いなみぐん）・飾磨郡に併せて21か所の所領を有している。
これらのことは、606年に聖徳太子が推古天皇に勝鬘経・法華経の購読を行い、播磨国揖保郡（いいほぐん）に水田100町（『法隆寺縁起資財帳』では219町1段82歩、『上宮聖徳法王帝説』では300余町、『霊異記』では273町5段）を賜ったという記述とも併せて考える必要があるであろう。太子はこの水田を「斑鳩寺」（法隆寺）に納めたという。兵庫県揖保郡（いぼぐん）には斑鳩町が1951年（昭和26年）まで存在し、現在も太子町という名前である。

加えて、山部連が本拠地とした平群郡夜麻郷は、現在の法隆寺西院伽藍の東方にあたるが、西方の坂門（さかと）郷には、大原史（おおはらのふひと）が居住していたという。「坂門」は「尺度」（さかと」に通じ、『和名類聚抄』には、河内国古市郡尺度郷のことが掲載されており、清寧天皇は河内坂門原陵（かわちのさかとのはらみささぎ）に葬られている。

これらのことから、
1. 法隆寺のある大和国平群郡（現在の奈良県生駒郡斑鳩町）には、山部連一族が居住し、大勢力となっていた情況が窺われる。
2. 播磨国は「山部」、「山部直」、彼らを管掌する「山部連」、及び上宮家や法隆寺と密接な関係な関係があったのではないか。
3. 山部一族と大原氏との関連性も今後の研究課題であろう。

というのが岸俊男の意見である。